# Toulépleu (département)
Le département de Toulépleu est un département de Côte d'Ivoire. Il est situé à l'ouest de la Côte d'Ivoire, dans la région du Cavally.  